# Tabelleermachine

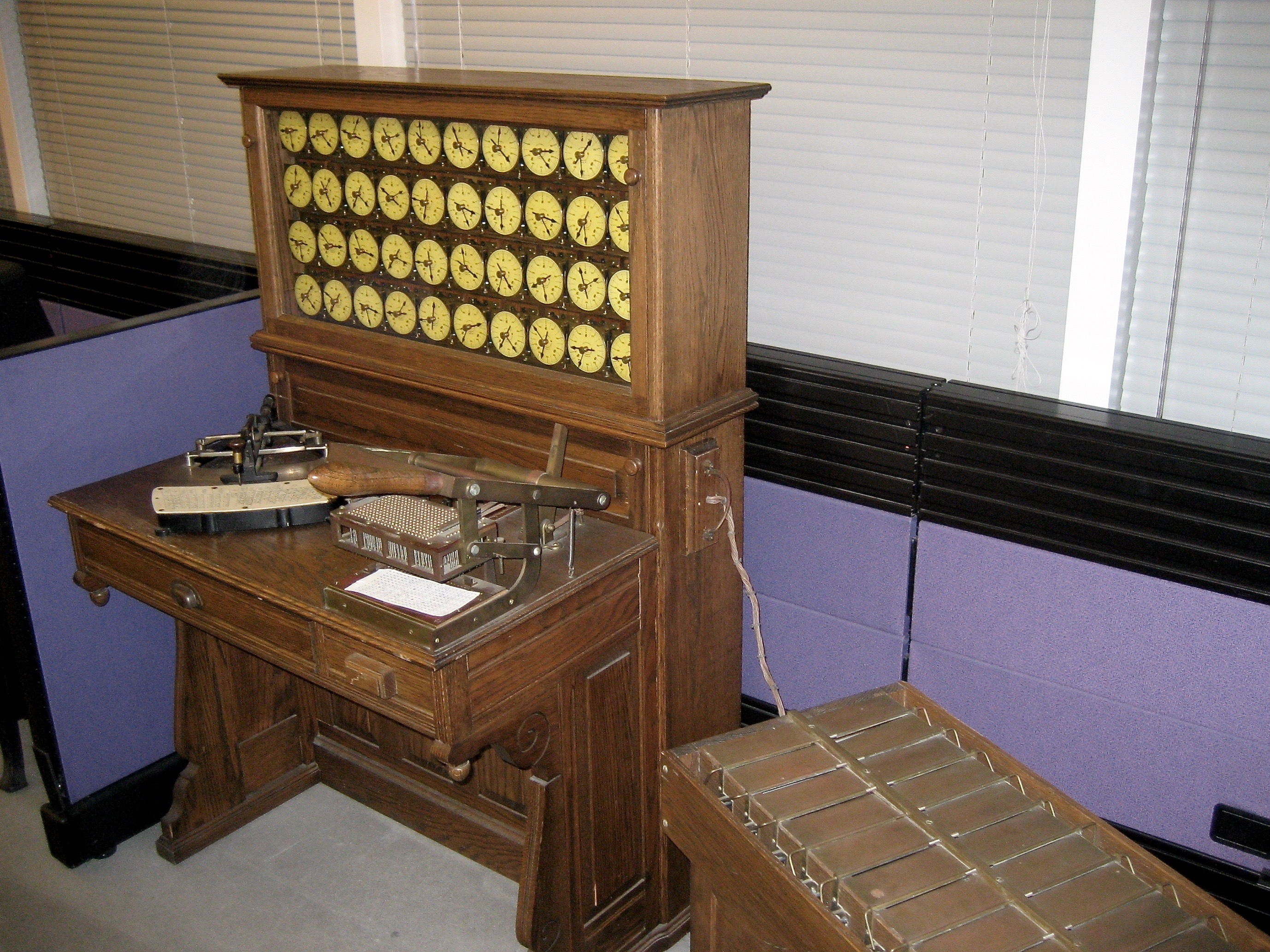
De tabelleermachine van Hollerith uit 1890

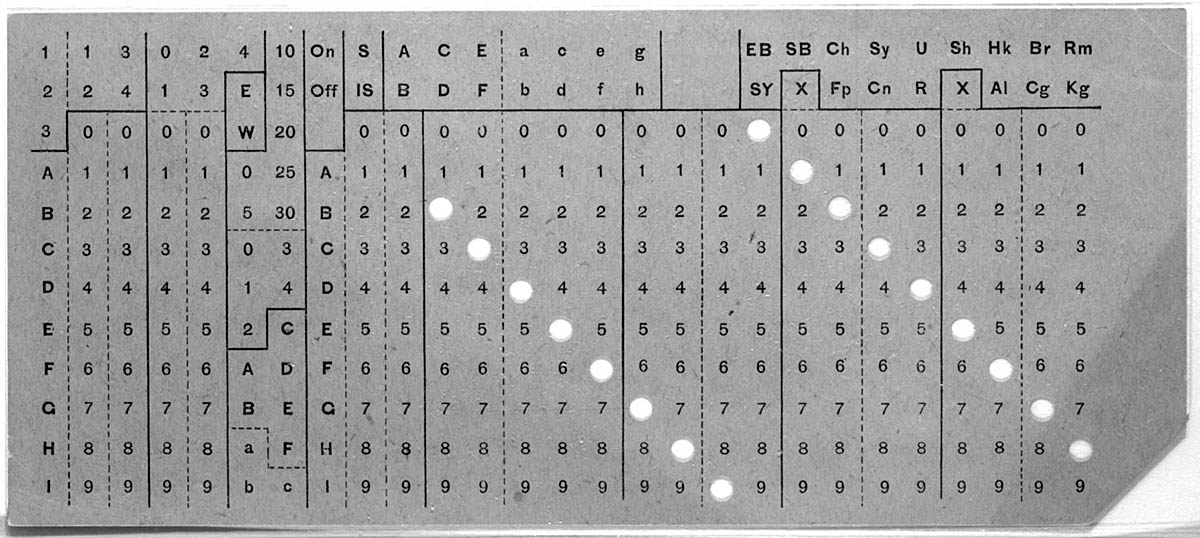
Een ponskaart van Hollerith

De tabelleermachine was een elektromechanische machine die was ontworpen om te helpen bij het samenvatten van informatie die op ponskaarten werd opgeslagen. De machine, uitgevonden door Herman Hollerith, werd ontwikkeld om te helpen met het verwerken van gegevens voor de Amerikaanse volkstelling van 1890. Latere modellen werden veel gebruikt voor zakelijke toepassingen zoals boekhouding en voorraadbeheer.
De Hollerith tabelleermachine was van IBM en zij voorzagen de Nazi's middels de Hollerith Machine direct van technologie dat als hulp werd gebruikt om miljoenen mensen naar kampen als Auschwitz en Treblinka te vervoeren en aan de hand van kenmerken als leeftijd, gewicht en lengte te bepalen wie er zou sterven(Bron: The Guardian, 29-03-2002) 